# Sinergismo
Sinergismo é, na teologia cristã, a teoria de que o homem tem algum grau de participação na recepção na salvação, ou seja, é responsável pela sua crença ou descrença  através do uso de seu próprio livre-arbítrio (inato ou provido pela graça). Os pais da igreja grega dos primeiros séculos do cristianismo e muitos dos teólogos católicos medievais eram sinergistas. Philip Melanchthon, companheiro de Martinho Lutero na Reforma Protestante, era sinergista, embora o próprio Lutero não fosse.
O oposto do sinergismo é o monergismo, que corresponde à teoria de que o homem não tem nenhuma responsabilidade em sua própria salvação, sendo salvo ou condenado exclusivamente pela decisão soberana de Deus.
Os pensadores cristãos de diversas épocas desenvolveram diferentes formas de sinergismo, o semipelagianismo (que atribui a iniciativa ao homem) e o arminianismo (que atribui a iniciativa a Deus), entre outros.
- Pelagianismo: forma de sinergismo atribuída a Pelágio da Bretanha, um contemporâneo de Agostinho de Hipona. Diferente do arminianismo, calvinismo e semipelagianismo, o pelagianismo nega a existência do pecado original. Assim, se não há pecado original, não há total depravação e todos os homens poderiam chegar à salvação pela simples prática das boas obras. O pelagianismo foi amplamente condenado em diversos concílios, tais como os de Cartago, Milevo e o Segundo Concílio de Orange, em 529 d.C.
- Semipelagianismo: forma de sinergismo ensinada pelos massilianos, principalmente João Cassiano (360-435). Mesmo com a vontade depravada, o homem ainda teria um poder residual para dar os primeiros passos em direção à salvação, mas não para completá-la. O semipelagianismo também foi condenado como heresia no Segundo Concílio de Orange.

## Sinergismo arminiano
Ao contrário do semipelagianismo e do pelagianismo, o sinergismo arminiano afirma a total depravação do homem em seu estado natural. De fato, com relação à depravação total, não há diferença entre o calvinismo e o arminianismo. O homem é totalmente incapaz, até mesmo, de desejar se aproximar de Deus. Para Armínio, a salvação é pela graça somente e por meio da fé somente. Mesmo para dar os primeiros passos em direção a Deus o homem precisa da graça preveniente, que foi tornada disponível a todos os homens graças à obra redentora de Jesus Cristo. Portanto, a participação do homem em sua própria salvação consiste apenas em não resistir a Deus. Todavia, nenhum homem nasce com essa capacidade de não resistir a Deus, já que todos nascem totalmente depravados, com sua natureza corrompida devido ao pecado de Adão. É a graça preveniente, outorgada por Deus a todos os homens, que restaura neles essa capacidade de escolherem a Deus, se quiserem.
Portanto, para Armínio e os chamados "arminianos do coração", entre os quais podem-se citar Simon Episcopius, John Wesley, John Miley, Richard Watson, William Burton Pope e Ray Dunning, nenhum homem nasce com o livre-arbítrio, ou seja, a livre capacidade de decidir aceitar a salvação oferecida por Deus. É exatamente neste ponto que o sinergismo arminiano clássico se diferencia do pelagianismo e do semipelagianismo. Ao contrário, para Armínio, é a graça preveniente que restaura em todos os homens essa capacidade. Portanto, a expressão "livre-arbítrio", tão comumente associada à teologia de Armínio, deve ser entendida como "arbítrio liberto" ou "vontade liberta" pela graça preveniente, capacitante e cooperante.
Alguns teólogos conhecidos como arminianos desviaram-se das ideias originais de Armínio e passaram a defender posições pelagianas e semipelagianas. São os "arminianos da cabeça", que seguiram as ideias do holandês Philip Limborch. Devido a esse fato, a teologia arminiana é comum e erroneamente associada ao pelagianismo e ao semipelagianismo.